# FNI
Nationalist- och Integrationsfronten, le Front des Nationalistes et Intégrationnistes (FNI), är en milisgrupp med sin bas bland lendufolket i Ituriprovinsen i östra Kongo-Kinshasa.
FNI:s politiske ledare Floribert Ndjabu och militäre ledare Etienne Lona har båda fängslats av centralregeringen i Kinshasa.